# Bethoncourt
Bethoncourt és un municipi francès situat al departament del Doubs i a la regió de Borgonya - Franc Comtat. L'any 2007 tenia 6.098 habitants.

## Demografia

### Població
El 2007 la població de fet de Bethoncourt era de 6.098 persones. Hi havia 2.146 famílies de les quals 487 eren unipersonals (187 homes vivint sols i 300 dones vivint soles), 618 parelles sense fills, 866 parelles amb fills i 175 famílies monoparentals amb fills.
La població ha evolucionat segons el següent gràfic:
Habitants censats

### Habitatges
El 2007 hi havia 2.365 habitatges, 2.182 eren l'habitatge principal de la família, 4 eren segones residències i 179 estaven desocupats. 1.043 eren cases i 1.298 eren apartaments. Dels 2.182 habitatges principals, 995 estaven ocupats pels seus propietaris, 1.155 estaven llogats i ocupats pels llogaters i 32 estaven cedits a títol gratuït; 20 tenien una cambra, 98 en tenien dues, 497 en tenien tres, 794 en tenien quatre i 774 en tenien cinc o més. 1.297 habitatges disposaven pel capbaix d'una plaça de pàrquing. A 1.030 habitatges hi havia un automòbil i a 767 n'hi havia dos o més.

### Piràmide de població
La piràmide de població per edats i sexe el 2009 era:
| Homes | Edats   | Dones |
| ----- | ------- | ----- |
| 0     | 95 o +  | 0     |
| 4     | 90 a 94 | 12    |
| 8     | 85 a 89 | 24    |
| 24    | 80 a 84 | 44    |
| 56    | 75 a 79 | 92    |
| 100   | 70 a 74 | 112   |
| 120   | 65 a 69 | 136   |
| 180   | 60 a 64 | 200   |
| 212   | 55 a 59 | 136   |
| 272   | 50 a 54 | 256   |
| 196   | 45 a 49 | 232   |
| 184   | 40 a 44 | 216   |
| 172   | 35 a 39 | 184   |
| 208   | 30 a 34 | 224   |
| 256   | 25 a 29 | 236   |
| 264   | 20 a 24 | 240   |
| 388   | 15 a 19 | 389   |
| 288   | 10 a 14 | 268   |
| 236   | 5 a 9   | 236   |
| 208   | 0 a 4   | 176   |

## Economia
El 2007 la població en edat de treballar era de 3.938 persones, 2.443 eren actives i 1.495 eren inactives. De les 2.443 persones actives 1.894 estaven ocupades (1.122 homes i 772 dones) i 548 estaven aturades (291 homes i 257 dones). De les 1.495 persones inactives 393 estaven jubilades, 437 estaven estudiant i 665 estaven classificades com a «altres inactius».

### Ingressos
El 2009 a Bethoncourt hi havia 2.179 unitats fiscals que integraven 6.170 persones, la mediana anual d'ingressos fiscals per persona era de 13.052 €.

### Activitats econòmiques
Dels 102 establiments que hi havia el 2007, 2 eren d'empreses extractives, 1 d'una empresa alimentària, 4 d'empreses de fabricació d'altres productes industrials, 18 d'empreses de construcció, 29 d'empreses de comerç i reparació d'automòbils, 4 d'empreses de transport, 7 d'empreses d'hostatgeria i restauració, 1 d'una empresa d'informació i comunicació, 5 d'empreses financeres, 6 d'empreses immobiliàries, 6 d'empreses de serveis, 11 d'entitats de l'administració pública i 8 d'empreses classificades com a «altres activitats de serveis».
Dels 30 establiments de servei als particulars que hi havia el 2009, 1 era una gendarmeria, 2 oficines de correu, 2 oficines bancàries, 1 taller de reparació d'automòbils i de material agrícola, 6 paletes, 2 guixaires pintors, 1 fusteria, 3 lampisteries, 1 electricista, 1 empresa de construcció, 4 perruqueries, 4 restaurants, 1 agència immobiliària i 1 saló de bellesa.
Dels 10 establiments comercials que hi havia el 2009, 2 eren supermercats, 1 una gran superfície de material de bricolatge, 2 botiges de menys de 120 m², 2 fleques, 1 una fleca, 1 una llibreria i 1 una botiga de roba.

## Equipaments sanitaris i escolars
El 2009 hi havia 3 farmàcies i 1 ambulància.
El 2009 hi havia 4 escoles maternals i 3 escoles elementals. A Bethoncourt hi havia 1 col·legi d'educació secundària i 1 liceu tecnològic. Als col·legis d'educació secundària hi havia 240 alumnes i als liceus tecnològics 319.

## Poblacions més properes
El següent diagrama mostra les poblacions més properes.